# Herz-Jesu-Kloster
Herz-Jesu-Kloster nennt man ein Kloster mit dem Patrozinium des Heiligsten Herzens Jesu.
- Kloster Herz Jesu (Augsburg)
- Herz-Jesu-Kloster St. Adelheid, Bonn-Pützchen (Gesellschaft vom Heiligsten Herzen Jesu)
- Herz-Jesu-Kloster (Ramersdorf), Ramersdorf (Bonn) (Rekollektinnen)
- Herz-Jesu-Kloster (Bad Godesberg), Bonn-Bad Godesberg (Missionsorden der Unbefleckten Empfängnis Mariens)
- Herz-Jesu-Kloster (Düsseldorf)
- Kloster Herz Jesu (Eichstätt)
- Sacré-Cœur Graz, Steiermark (Gesellschaft vom Heiligsten Herzen Jesu)
- Kloster Herz Jesu (Günzburg)
- Haller Damenstift, Hall in Tirol (Töchter des Herzens Jesu)
- Kloster Herz Jesu (Mindelheim) (Maria-Ward-Schwestern)
- Herz-Jesu-Kloster (München) (Niederbronner Schwestern)
- Herz-Jesu-Kloster (Nettersheim) (früheres Kloster der Kölner Cellitinnen von der Severinstraße)
- Herz-Jesu-Kloster Neustadt an der Weinstraße, Rheinland-Pfalz (Dehonianer)
- Herz-Jesu-Kloster Freiburg, Baden-Württemberg (Ausbildungshaus der Dehonianer)